# Olympische Winterspiele 1992/Skilanglauf – 4 × 5 km (Frauen)
Die 4 × 5-km-Skilanglaufstaffel der Frauen bei den Olympischen Winterspielen 1992 fand am 17. Februar 1992 im Skistadion in Les Saisies statt. Olympiasieger wurde die Staffel des Vereintes Teams mit Jelena Välbe, Raissa Smetanina, Larissa Lasutina und Ljubow Jegorowa. Die Silbermedaille ging an die Staffel aus Norwegen, Bronze an Italien.

## Daten
- Datum: 17. Februar 1992, 9:45 Uhr
- Höhenunterschied: 63 m/73 m
- Maximalanstieg: 41 m/54 m
- Totalanstieg: 197 m/201 m
- 52 Teilnehmerinnen aus 13 Ländern, davon alle in der Wertung

## Ergebnisse
| Platz | Land/Sportlerinnen                                                                            | Zeit                                                        |
| ----- | --------------------------------------------------------------------------------------------- | ----------------------------------------------------------- |
| 001   | Vereintes Team Jelena Välbe Raissa Smetanina Larissa Lasutina Ljubow Jegorowa                 | 59:34,8 min 14:51,2 min 15:15,1 min 15:12,7 min 14:15,8 min |
| 002   | Norwegen Solveig Pedersen Inger Helene Nybråten Trude Dybendahl Elin Nilsen                   | 59:56,4 min 15:14,0 min 14:43,1 min 15:24,4 min 14:34,9 min |
| 003   | Italien Bice Vanzetta Manuela Di Centa Gabriella Paruzzi Stefania Belmondo                    | 1:00:25,9 h 16:01,7 min 14:52,1 min 15:23,3 min 14:08,8 min |
| 004   | Finnland Marja-Liisa Kirvesniemi Pirkko Määttä Jaana Savolainen Marjut Lukkarinen             | 1:00:52,9 h 15:49,9 min 15:05,1 min 15:18,0 min 14:39,9 min |
| 005   | Frankreich Carole Stanisière Sylvie Giry-Rousset Sophie Villeneuve Isabelle Mancini           | 1:01:30,7 h 16:02,5 min 15:41,0 min 15:22,0 min 14:25,2 min |
| 006   | Tschechoslowakei Ľubomíra Balážová Kateřina Neumannová Alžbeta Havrančíková Iveta Zelingerová | 1:01:37,4 h 15:34,8 min 15:13,0 min 15:17,9 min 15:31,7 min |
| 007   | Schweden Carina Görlin Magdalena Wallin Karin Säterkvist Marie-Helene Westin                  | 1:01:54,5 h 15:44,2 min 15:23,2 min 16:00,3 min 14:46,8 min |
| 008   | Deutschland Heike Wezel Gabriele Heß Simone Opitz Ina Kümmel                                  | 1:02:22,6 h 15:59,1 min 15:07,0 min 15:01,5 min 16:15,0 min |
| 009   | Schweiz Sylvia Honegger Brigitte Albrecht Natascia Leonardi Elvira Knecht                     | 1:02:54,1 h 15:28,4 min 15:31,2 min 16:07,4 min 15:47,1 min |
| 010   | Polen Małgorzata Ruchała Dorota Kwaśny Bernadetta Bocek Halina Nowak                          | 1:03:23,0 h 15:57,5 min 15:51,5 min 15:45,4 min 15:48,6 min |
| 011   | Kanada Angela Schmidt-Foster Rhonda DeLong Jane Vincent Lucy Steele                           | 1:03:38,5 h 15:54,5 min 15:53,7 min 16:09,8 min 15:40,5 min |
| 012   | Japan Miwa Ota Fumiko Aoki Naomi Hoshikawa Yumi Inomata                                       | 1:04:09,3 h 16:24,7 min 15:26,0 min 15:53,5 min 16:25,1 min |
| 013   | Vereinigte Staaten Nancy Fiddler Ingrid Butts Leslie Thompson Betsy Youngman                  | 1:04:48,5 h 15:36,1 min 16:32,4 min 16:11,9 min 16:28,1 min |